# آندری کولموگوروف
آندری نیکولاویچ کولموگروف (به روسی: Андре́й Никола́евич Колмого́ров) ریاضی‌دان اهل اتحاد شوروی بود که دست‌آوردهای برجسته‌ای در زمینه‌های احتمال، توپولوژی، آشفتگی، مکانیک کلاسیک، منطق شهودی، نظریه الگوریتمی اطلاعات و نظریه پیچیدگی محاسباتی دارد.